# Duesenberg
La Duesenberg è stata una casa automobilistica statunitense di vetture sportive e di lusso attiva dal 1913 al 1937.

## La storia
Nel 1913, i fratelli Frederick ed August Duesenberg fondarono la Duesenberg Automobile & Motors Company a Garner nell'Iowa per costruire macchine sportive. Nati rispettivamente nel 1876 e 1879 a Lemgo in Germania i due fratelli erano ingegneri autodidatti e costruirono molte macchine sperimentali. Le automobili dei Duesenberg furono considerate tra le migliori del loro tempo, ed erano costruite completamente a mano. Nel 1914, Eddie Rickenbacker pilotò una "Duesy", come vennero soprannominate, concludendo 10º alla 500 Miglia di Indianapolis, e una Duesenberg vinse la corsa nel 1924, 1925 e 1927.
Nel 1921 Jimmy Murphy divenne il primo americano a vincere il Gran Premio di Francia a Le Mans alla guida di una Duesenberg.

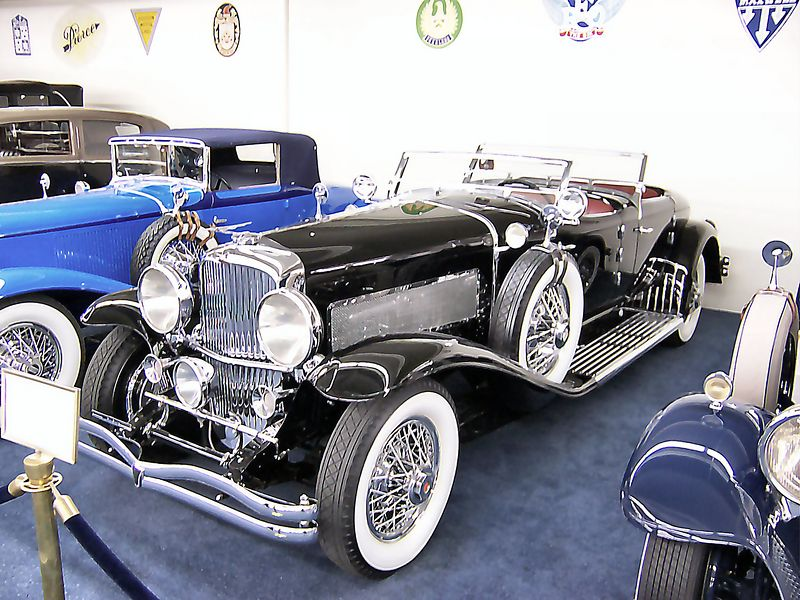
Una Duesenberg J Torpedo Phaeton del 1930

La Duesenberg Automobile and Motors Company si trasferì in una nuova sede e fabbrica nell'Indiana nel luglio 1921 per cominciare produzione di vetture di serie. Sebbene i fratelli Duesenberg fossero ingegneri di alto livello non erano però in grado di commercializzare le loro auto, incontrando grandi difficoltà nel vendere la produzione prevista di 667 esemplari del loro primo modello "A". Era considerata una vettura estremamente avanzata, offrendo caratteristiche come il doppio albero a camme in testa, le quattro valvole per cilindro ed i primi freni idraulici su una autovettura passeggeri.
Errett Lobban Cord, già proprietario della Cord e della Auburn, acquisì la compagnia e il marchio di fabbrica nel 1926 per produrre macchine di lusso. Ingaggiò Fred Duesenberg per disegnare un telaio ed un motore che dovevano essere il meglio nel mondo, e su queste basi la rinnovata società Duesenberg iniziò la produzione del Modello J che debuttò al New York Car Show del 1928 con l'esposizione del solo telaio e motore in quanto la carrozzeria e gli interni dovevano essere costruiti con specifiche su richiesta e a misura del cliente.
La componentistica della carrozzeria arrivava sia dal Nord America che dall'Europa e le vetture complete erano tra le più rifinite, opulente, eleganti e costose del tempo. Il solo gruppo telaio e motore aveva un prezzo di circa 8 500/9 500 dollari, e una vettura completa nella versione base 13 500 dollari, mentre in un allestimento "top" poteva arrivare a 25 000 dollari. Per avere un metro di paragone un medico dell'epoca guadagnava mediamente 3 000 dollari all'anno.
Le Duesenberg divennero presto rinomate in America e anche in Europa per la loro lussuosa realizzazione senza compromessi e vennero possedute da nobili come il Duca di Windsor e il Re di Spagna ma sono rimaste famose soprattutto come le auto dei divi di Hollywood quali Greta Garbo, Clark Gable e Gary Cooper.
I motori, sofisticati ed evoluti, erano all'altezza del prestigio delle vetture con potenze nell'ordine dei 265 cv del modello "J" fino ai 400 cv del modello sovralimentato "SSJ".
L'evoluzione tecnica ebbe una decisiva battuta d'arresto nel 1932 quando Fred Duesenberg perse la vita in seguito a un incidente occorsogli mentre era alla guida di un esemplare di Model J, ovvero l'auto che si sarebbe evoluta come SJ e SSJ, le ultime prodotte in piccola serie della Duesenberg.
La produzione cessò definitivamente nel 1937 con il fallimento del gruppo Cord.
Oggi le Duesenberg hanno quotazioni elevate tra i collezionisti, una Model J, a seconda delle versioni, può anche superare i due milioni di dollari e una delle rare Model SJ è stata aggiudicata all'asta nel 2007 alla ragguardevole cifra di 4 400 000 $.

## Modelli prodotti
- 1921–27: Duesenberg Model A (circa 650)
- 1926–27: Duesenberg Model X (13)
- 1927:   Duesenberg Model Y (1)
- 1929–37: Duesenberg Model J (435)
- 1932–37: Duesenberg Model SJ (36)
- 1933–36: Duesenberg Model SSJ (2)